# Advocate General for Northern Ireland

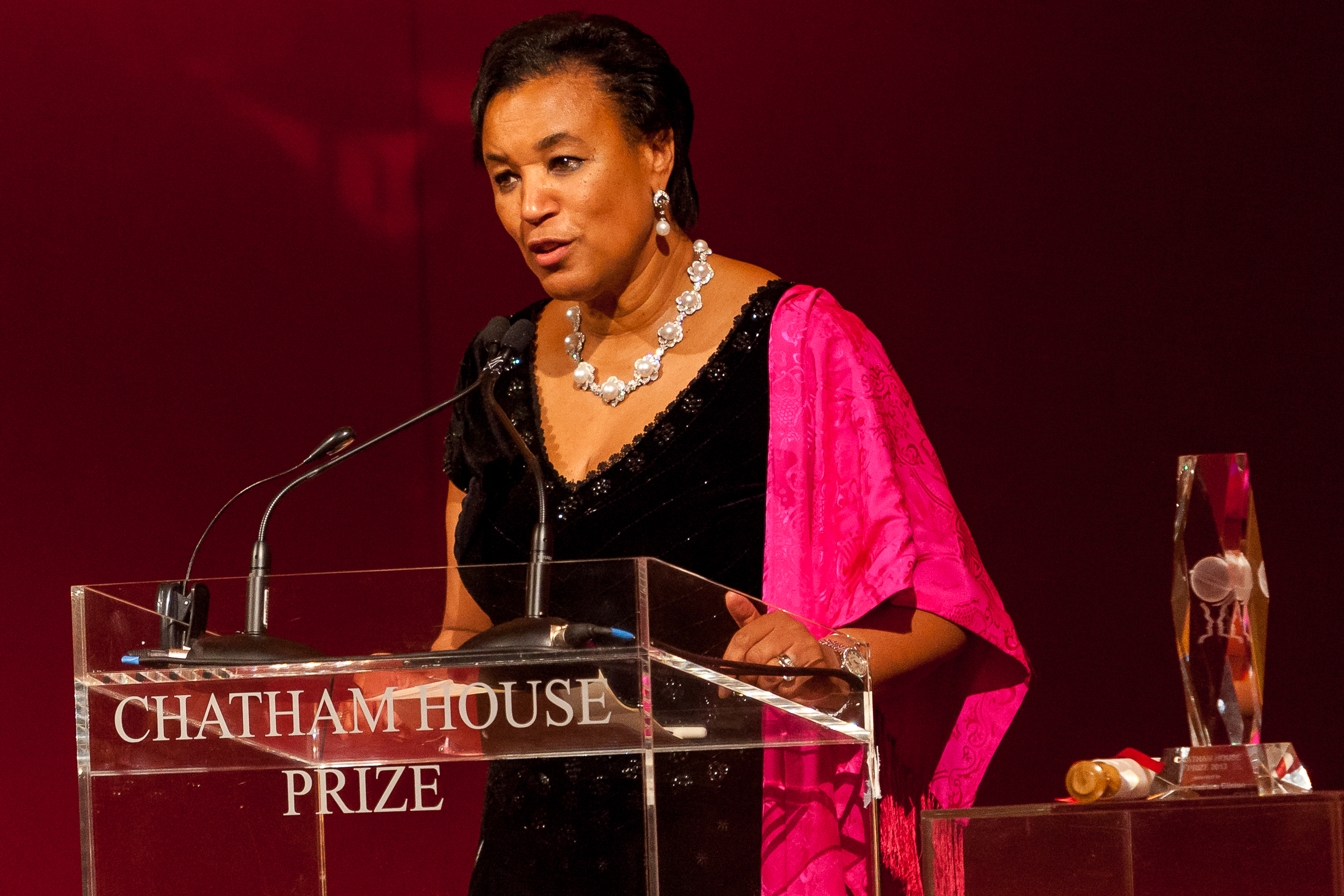
Patricia Scotland, erste Advocate General for Northern Irelande

Der Advocate General for Northern Ireland (deutsch Generalstaatsanwalt für Nordirland) ist der wichtigste Rechtsberater der Regierung des Vereinigten Königreichs für nordirisches Recht. Das Amt wird vom Attorney General for England and Wales innegehalten. Der Generalstaatsanwalt und der Solicitor General for England and Wales haben in Nordirland die gleichen Zulassungsrechte wie Mitglieder der Anwaltskammer von Nordirland.
Der Advocate General for Northern Ireland wurde durch den Justice (Northern Ireland) Act 2002 als eigenständiges Amt geschaffen, nachdem am 12. April 2010 die Polizei- und Justizbefugnisse an das nordirische Parlament übertragen wurden. Anders als der Advocate General for Scotland wird die Position nicht von einer bestimmten Regierungsabteilung unterstützt. Stattdessen wird diese Unterstützung von der Abteilung für Zivilrecht und Nordirland im Büro des Generalstaatsanwalts in Westminster bereitgestellt. Der wichtigste Rechtsberater der nordirischen Exekutive ist der Attorney General for Northern Ireland.
| Advocate General for Advocate General for Northern Ireland | Von        | Bis        | Partei       | Kabinett |
| ---------------------------------------------------------- | ---------- | ---------- | ------------ | -------- |
| Patricia Scotland Baroness Scotland of Asthal              | 12.04.2010 | 11.05.2010 | Labour       | Brown    |
| Dominic Grieve                                             | 12.05.2010 | 15.07.2014 | Conservative | Cameron  |
| Jeremy Wright                                              | 15.07.2014 | 09.07.2018 | Conservative | Cameron  |